# تريسي ريد
تريسي ريد (بالإنجليزية: Tracy Reed)‏ هي ممثلة بريطانية، ولدت في 21 سبتمبر 1942 بلندن في المملكة المتحدة، وتوفيت في 2 مايو 2012 في جمهورية أيرلندا بسبب سرطان الكبد.

## أعمال

### أفلام
- (1964) دكتور سترينجلوف[7][8]
- (1967) كازينو رويال[9][10][11]

## وصلات خارجية
- تريسي ريد على موقع IMDb (الإنجليزية)
- تريسي ريد على موقع قاعدة بيانات الفيلم (الإنجليزية)